# Řisuty
Řisuty (Duits: Risut of Rissut) is een Tsjechische gemeente in de regio Midden-Bohemen en maakt deel uit van het district Kladno. Het dorp ligt op 11 km afstand van de stad Kladno en op 6 km afstand van Slaný.
Řisuty telt 387 inwoners (2023).

## Geschiedenis
De eerste schriftelijke vermelding van het dorp dateert van 1316.
Sinds 1960 is Řisuty een zelfstandige gemeente binnen het district Kladno.

## Verkeer en vervoer

### Autowegen
Er leiden verschillende regionale wegen naar het dorp. Weg I/16 loopt nabij het dorp en verbindt Řisuty met Řevničov en Slaný.

### Spoorlijnen
Er is geen spoorlijn of station in het dorp. Het dichtstbijzijnde station is Slaný, op 5,5 km afstand. Dat station ligt aan spoorlijn 110 Kralupy nad Vltavou - Louny.

### Buslijnen
Er zijn twee bushaltes in het dorp:
| Halte           | Lijn    | Route                                 | Vervoerder |
| --------------- | ------- | ------------------------------------- | ---------- |
| Řisuty          | 586 587 | Nové Strašecí - Slaný Slaný - Libušín | ČSAD Slaný |
| Řisuty, u mlýna | 586     | Nové Strašecí - Slaný                 | ČSAD Slaný |

## Bezienswaardigheden
- Restanten van het gelijknamige fort dat in de tweede helft van de 15e eeuw verdween;[4]
- Sint-Jacob de Meerderekerk, aan de noordkant van het dorp - een van oorsprong gotisch gebouw uit de 14e eeuw, in de 18e eeuw herbouwd in barokstijl;
- Houten klokkentoren bij de kerk;
- Monumentale boom zomerlinde bij de kerk;
- Huis nr. 14.

## Galerĳ

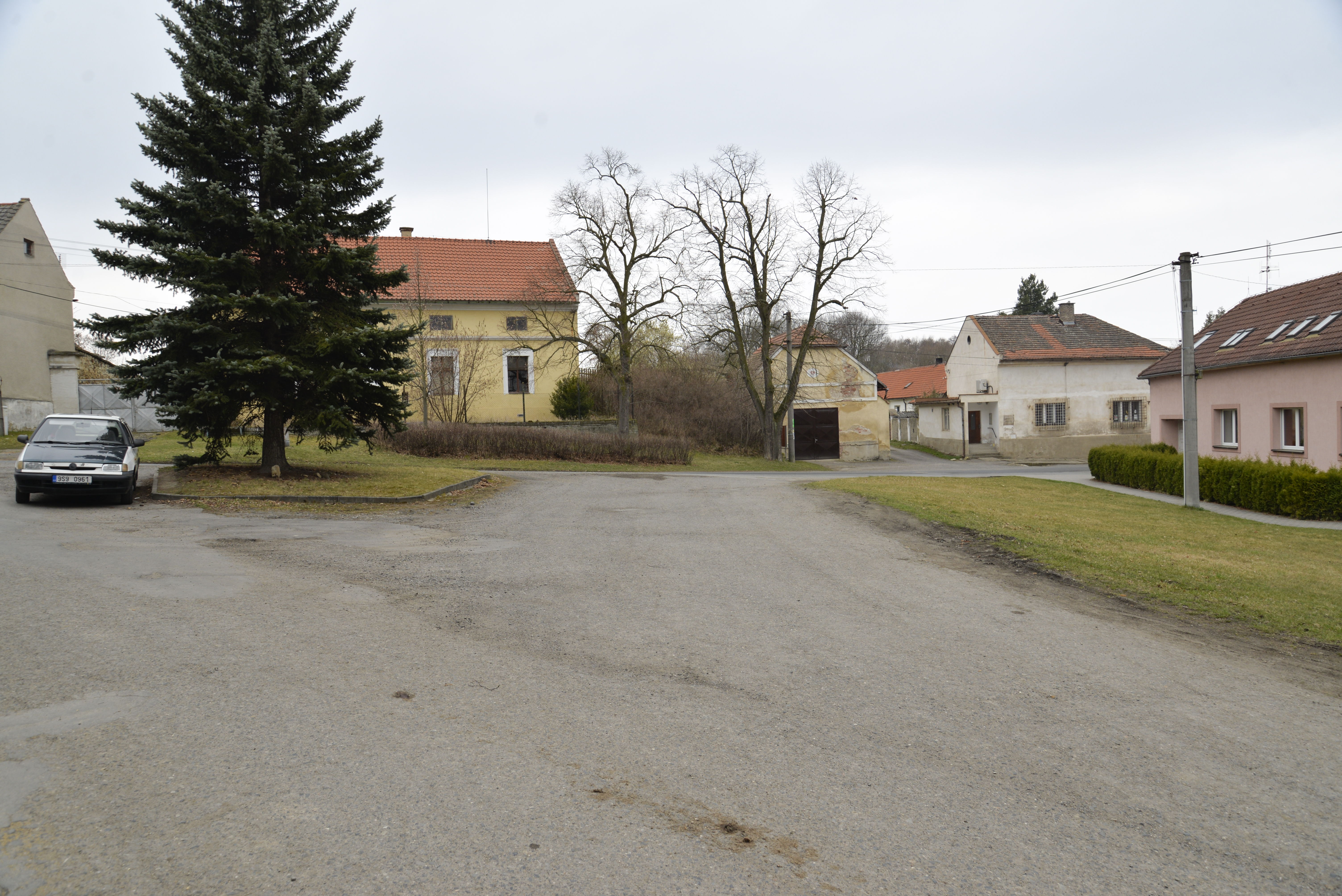
Straat in het dorp
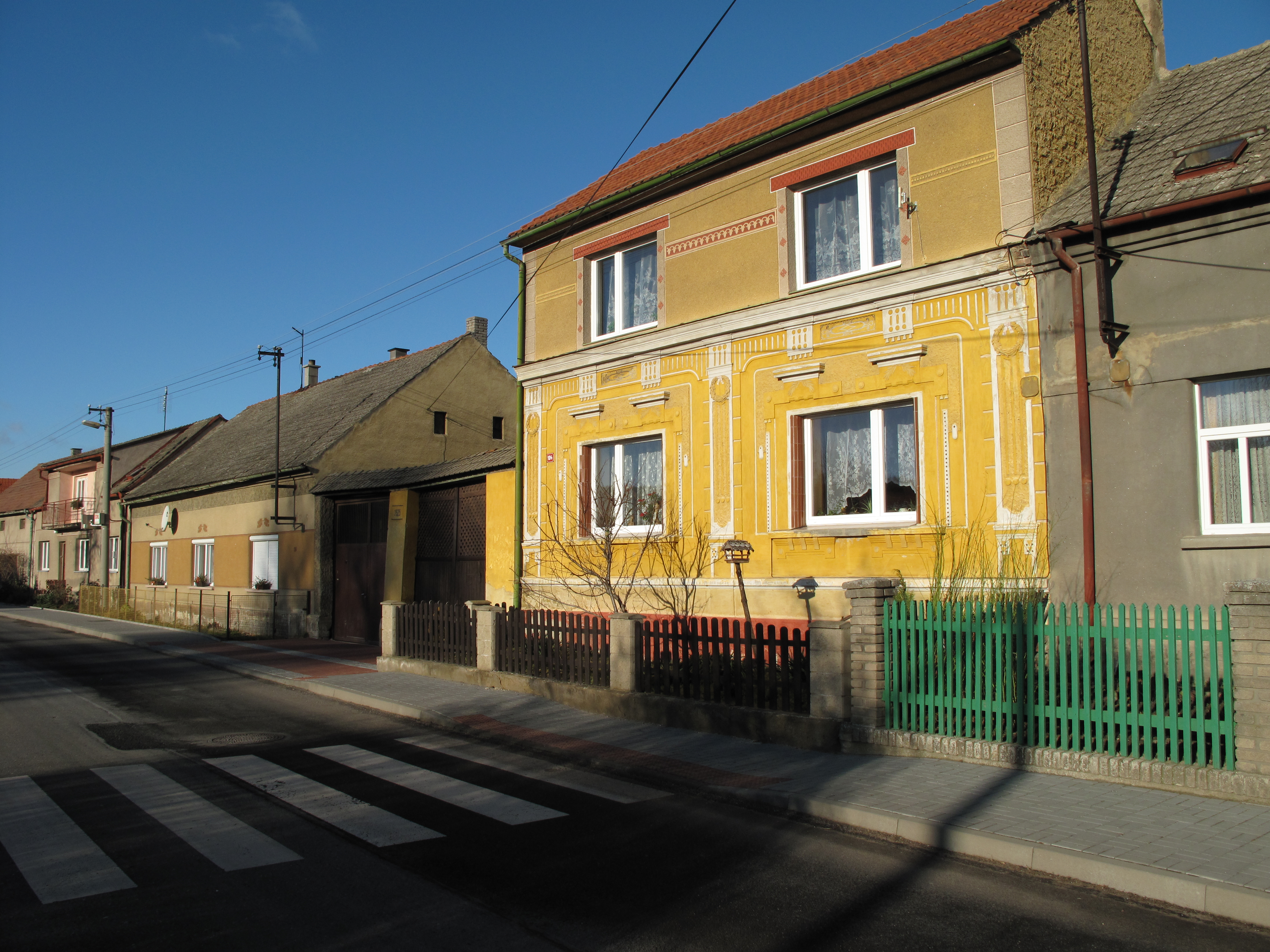
Het gele huis
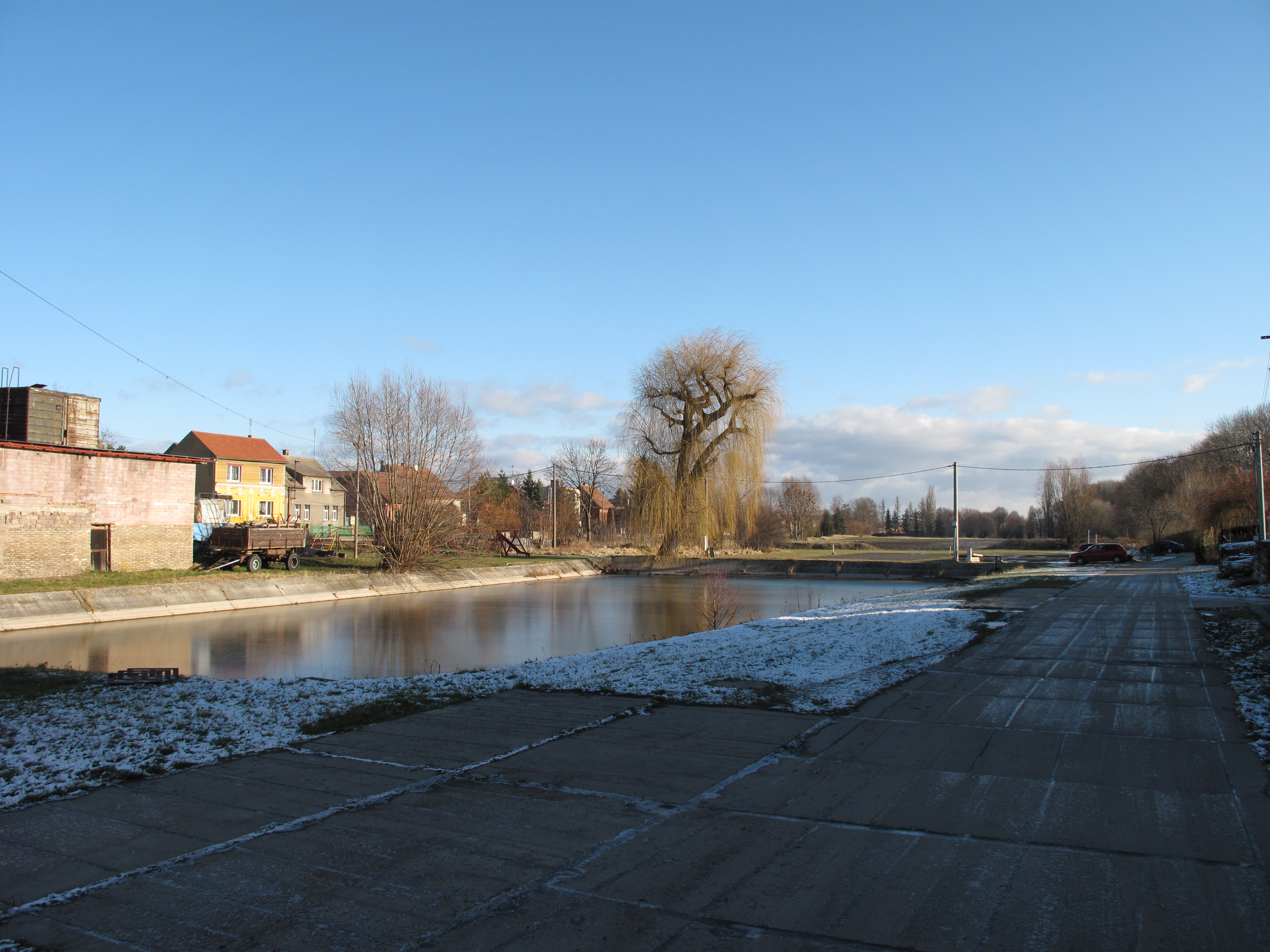
Dorpsvijver
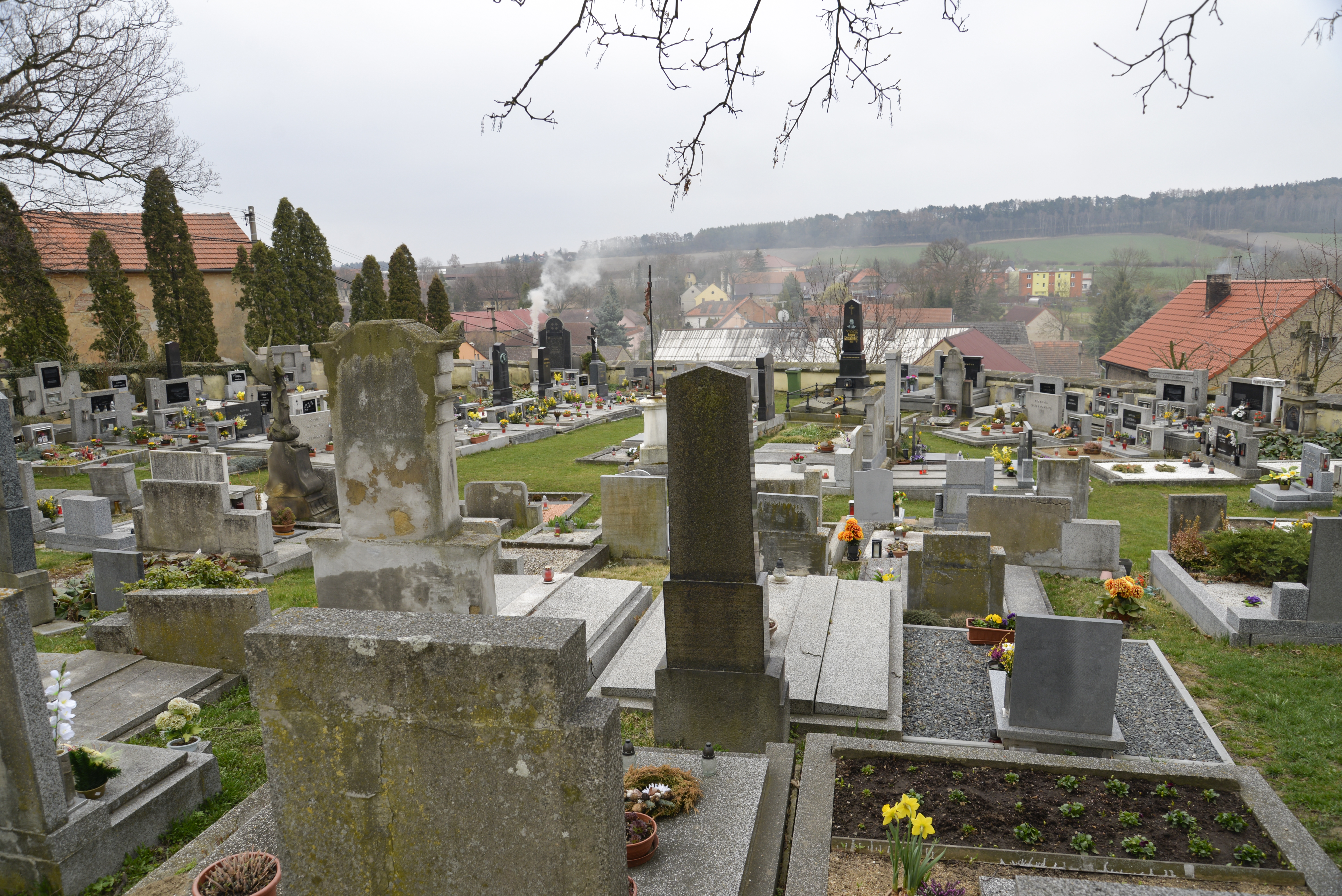
Kerkhof van Řisuty
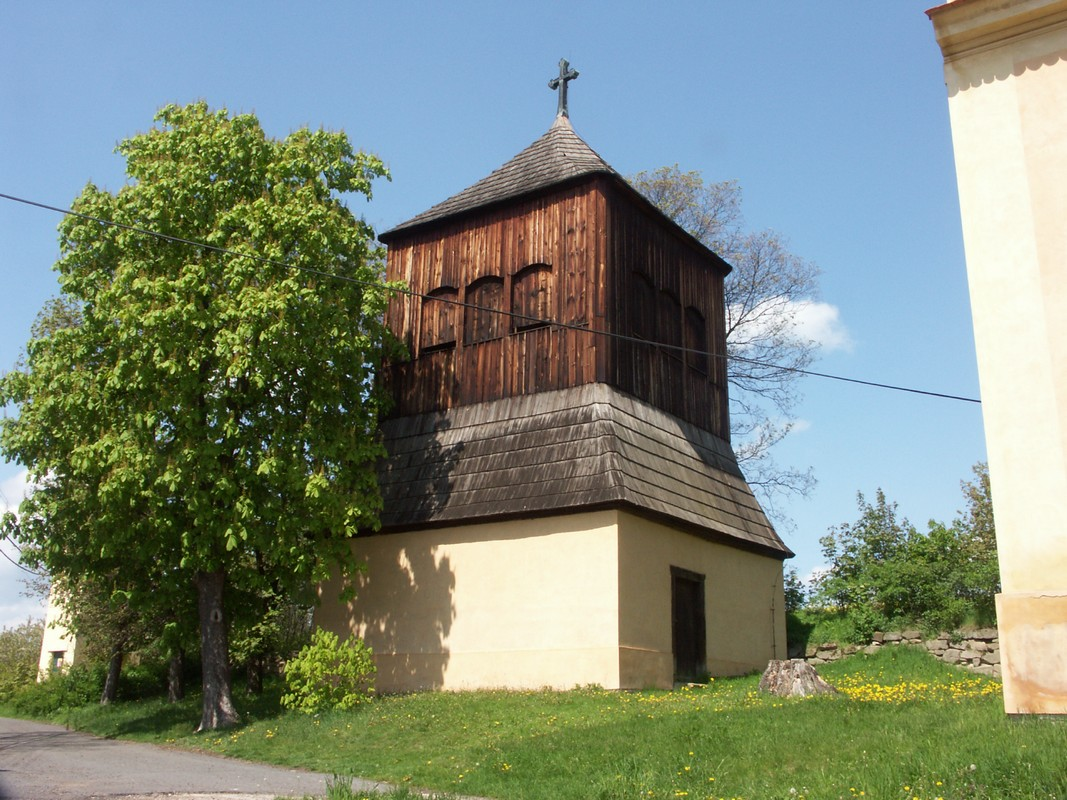
Houten klokkentoren bij het kerkhof
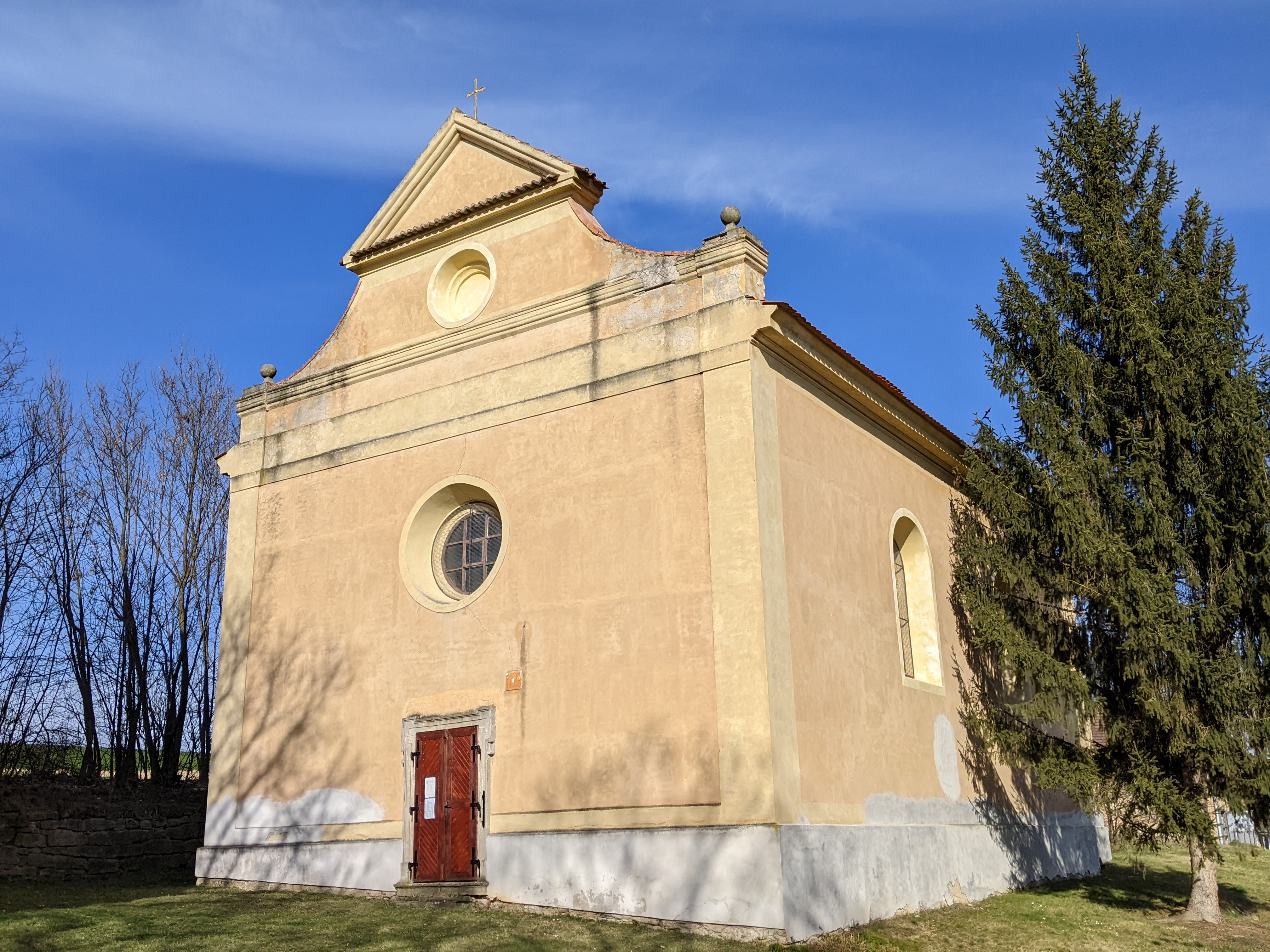
Sint-Jacob de Meerderekerk
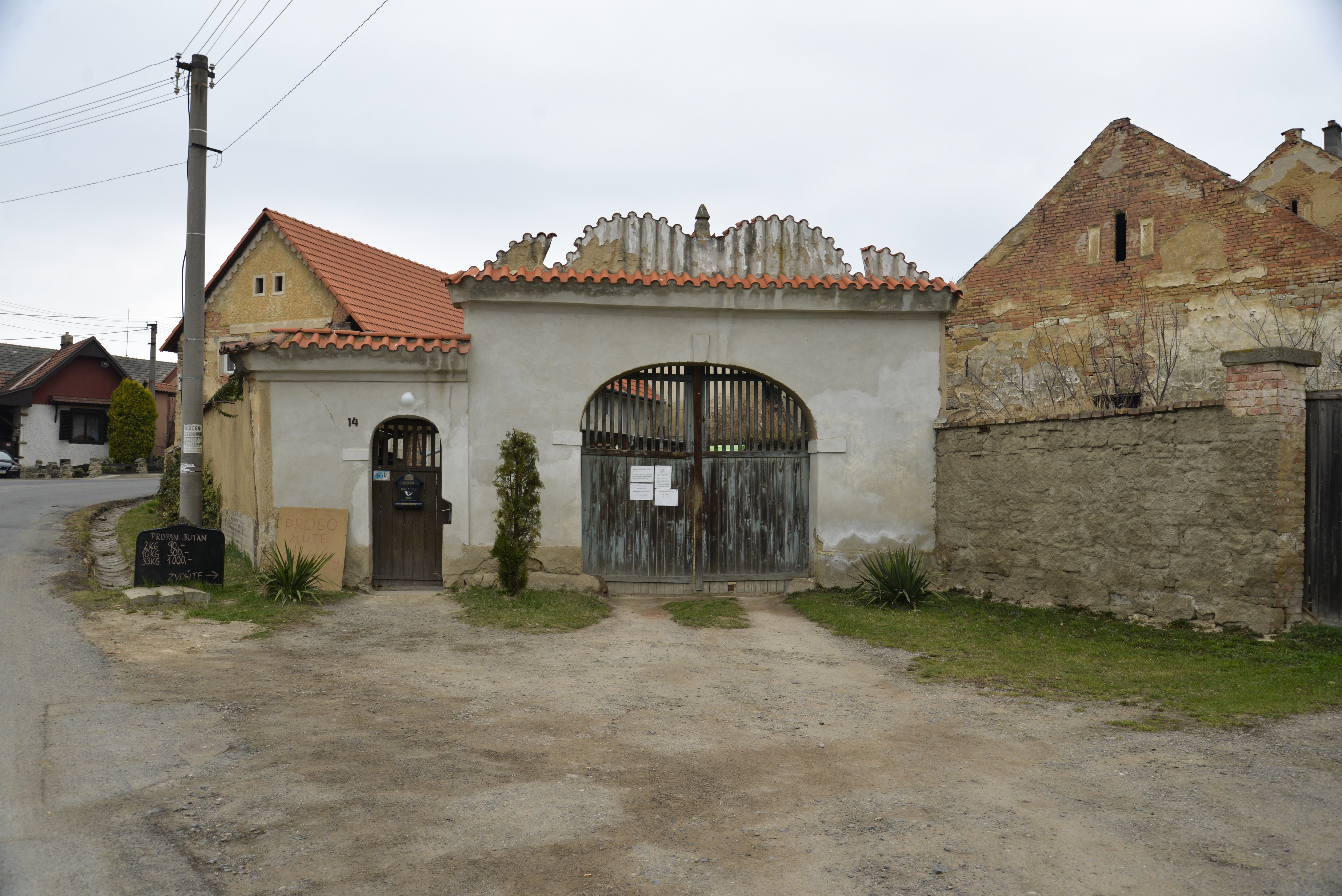
Poort van monumentaal huis nr. 14
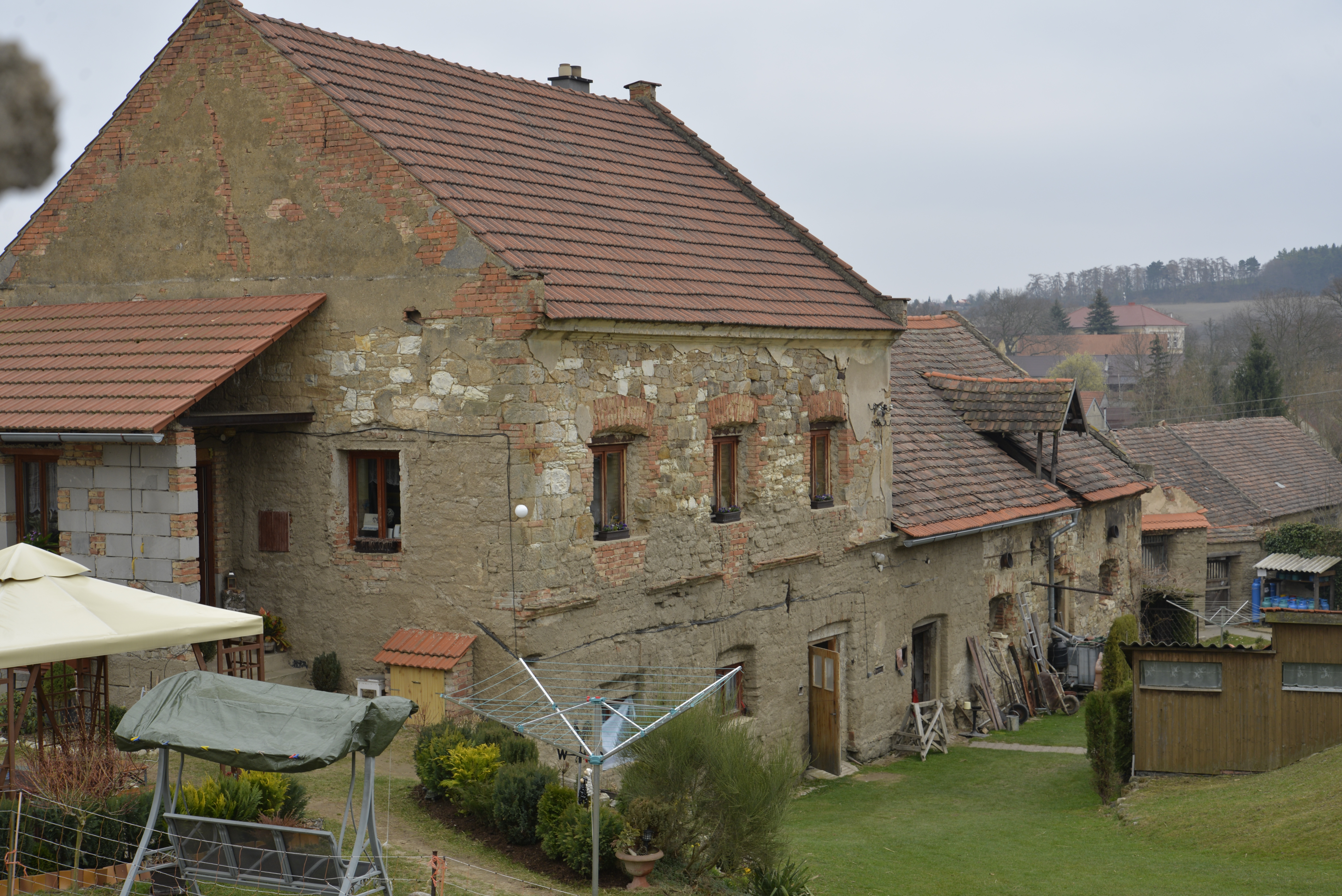
Monumentaal huis nr. 14